# Erythrolamprus mossoroensis
Espèce
Synonymes
- Liophis mossoroensis Hoge & Lima-Verde, 1973

Erythrolamprus mossoroensis  est une espèce de serpents de la famille des Dipsadidae.

## Répartition
Cette espèce est endémique du Brésil. Elle se rencontre dans l’État de Rio Grande do Norte, de Bahia et dans le sud du Ceará.

## Description
C'est un serpent venimeux et ovipare.

## Étymologie
Son nom d'espèce, composé de mossoro et du suffixe latin -ensis, « qui vit dans, qui habite », lui a été donné en référence au lieu de sa découverte, Mossoró.

## Publication originale
- Hoge & Lima-Verde, 1973 : Liophis mossoroensis nov. sp. do Brasil (Serpentes: Colubridae).Memórias do Instituto Butantan, vol. 36, p. 215-220.